# 劉進明
劉進明（1582年—1612年），字譽卿，號曰起，山東萊州府濰縣人，軍籍，明朝政治人物。

## 生平
丙午山東鄉試第五十八名舉人，萬曆三十八年（1610年）庚戌科會試一百三十名，第三甲第二百二十二名進士。兵部觀政，萬曆四十年（1612年）授浙江台州府推官，改永平府，卒。

## 家族
曾祖劉勝；祖劉永昌；父劉鉦，庠生；母胡氏。慈侍下。兄佐明；遇明。子騰龍；見龍。